# Khoa luận giáo
Khoa luận giáo được coi là một tổ chức tôn giáo có giáo lý và cách hành đạo liên quan đến thuyết xuyên hồn của L. Ron Hubbard (1911-1986), thiết lập vào năm 1952. Một trong những thành viên nổi tiếng nhất của giáo phái này là minh tinh màn bạc Tom Cruise.

## Từ nguyên
Tên gọi Khoa luận giáo (Scientology do L. Ron Hubbard đặt) được ghép từ chữ Latinh scio nghĩa là sự hiểu biết, và chữ Hy Lạp λόγος lógos nghĩa là nghiên cứu lý luận vấn đề. Như vậy, nghĩa mặt chữ của Khoa luận giáo là: "tôn giáo hiểu biết và xử lý linh hồn (tinh thần) trong mối liên hệ với chính nó, với vũ trụ và với cuộc sống khác".

## Giáo thuyết
Có thể nói, thuyết xuyên hồn (Dianetics) do Hubbard phát triển là giáo lý căn bản của Khoa luận giáo. Thuyết xuyên hồn cũng là một từ ghép từ hai chữ Hy Lạp: dia nghĩa là xuyên qua, thấu suốt và nous nghĩa là linh hồn hoặc tinh thần. Giáo thuyết này cho rằng sẽ giúp con người hiểu được linh hồn chính mình. Đó là một phương pháp giúp con người có thể giảm nhẹ những cảm giác và cảm xúc, nỗi sợ hãi và căng thẳng tâm thần. Theo diễn nghĩa của Khoa luận giáo thì nó sẽ giúp người ta thấu suốt xuyên qua linh hồn.

## Tình trạng
Ngày nay, Khoa luận giáo chính thức được công nhận là một tôn giáo tại Mỹ, Úc, Ý, Tây Ban Nha, Bồ Đào Nha, Thụy Điển và Đài Loan, trong khi những nơi khác không công nhận nó là một tôn giáo rõ ràng. Ví dụ tại Pháp, nó chỉ được coi là một giáo phái chứ không phải là một tôn giáo; còn ở New Zealand hiện chỉ công nhận nó là một tổ chức từ thiện chứ không phải một tôn giáo chính thức. Mỹ đã công nhận tư cách pháp nhân và được miễn thuế như các tôn giáo khác. Trong hơn nửa thế kỷ tồn tại, Khoa luận giáo đã thu hút tới 12 triệu môn đệ (theo số liệu từ giáo phái này), tập trung chủ yếu tại Mỹ, châu Âu, Nam Phi và Úc.
Khoa luận giáo tự nhận rằng họ là tôn giáo chân chính và đẩy mạnh việc truyền giáo thông qua các tín đồ tích cực. Tuy nhiên, các phương tiện truyền thông cho rằng Khoa luận giáo là một tổ chức kinh doanh giả mạo tôn giáo nhằm thực hiện các hoạt động phi pháp.